# Veliko Trojstvo
Veliko Trojstvo is een gemeente in de Kroatische provincie Bjelovar-Bilogora.
Veliko Trojstvo telt 3092 inwoners.
Steden (gradovi): Bjelovar · Čazma · Daruvar · Garešnica · Grubišno Polje

Gemeenten (općine): Berek · Dežanovac · Đulovac · Hercegovac · Ivanska · Kapela · Končanica · Nova Rača · Rovišće · Severin · Sirač · Šandrovac · Štefanje · Velika Pisanica · Velika Trnovitica · Veliki Grđevac · Veliko Trojstvo · Zrinski Topolovac